# Raoul IX de Montfort

Armes de Raoul IX de Montfort : Ecartelé : et IV, d'argent, à la croix ancrée de gueules ; II et III, contre-écartelé de vair (Lohéac) et d'or à l'aigle éployée de sable (La Roche-Bernard).

Raoul IX de Montfort, (1364-19 septembre 1419), seigneur de Montfort, de Gaël, de Kergorlay et de Frinandour et d'Acquigny, et baron de la Roche-Bernard.

## Famille
Fils de Raoul VIII de Montfort et de Isabeau de la Roche-Bernard dame de Lohéac, il était frère de Guillaume, évêque de Saint-Malo, en 1423, puis cardinal du titre de Sainte-Anastasie.
Il épousa en 1379 Jeanne de Kergolay, dame de Frinaudour et de Quemper-Guézennec, fille de Jean de Kergorlay et de Marie de Léon, dont naquirent :
- Jean, marié à Anne de Laval, héritière de la maison de Laval, dont il prit le nom et les armes ; il fut dit Guy XIII de Laval, et mourut dans l'île de Rhodes, en 1415 ;
- Charles, seigneur de Frinandour, mort le 18 juillet 1421[2] ;
- Guillaume, mort en 1426 ;
- Mahaud, épouse de Jean du Fou puis Maurice de Comenan.

## Biographie
Raoul fut ambassadeur du duc de Bretagne en 1405. Il fut capitaine de Charles VII de France

### Le sort des enfants
Pour l'Art de vérifier les dates, les enfants de la famille de Laval, à la mort de Guy XIII de Laval en 1414, étaient mineurs, il y a procès pour leur tutelle entre Raoul IX de Montfort, leur aïeul, et Anne, leur mère. 
Le 3 juin 1417, Raoul IX de Montfort profitant du grabuge apporté par Anne de Laval, fait valoir ses prétentions à obtenir la garde de ses petits-enfants. Il profite de la discorde de la mère et la fille pour la confusion des dites Anne et Jeanne est bon qu'il ait ladite garde, faisant ainsi courir le risque qu'il les éduque et les marie à sa convenance, ou pire, qu'il récupère leur héritage par leur mort accidentelle car ceulz de Montfort seroient leurs héritiers s'ilz estoient mors.
Jeanne et Anne s'allient alors plus ou moins, contre cette menace commune. La garde des enfants était alors confiée à Jeanne de Laval-Tinténiac et le gouvernement de leurs terres héritées de leur père à Louis de Loigny. Anne est encore alors sous la protection du roi puisqu'elle ne parle pas en son nom propre, mais accompagnée de Guillaume d'Orenge. 
Depuis le pourparlé du second mariage, la garde des enfants appartient à Jeanne et c'est à elle avant tout de défendre son statut de tutrice. Anne fait valoir le droit : Dans la coutume d'Anjou et du Maine, un remariage n'empêche pas la garde des enfants, comme le conteste Raoul de Montfort. Les enfants sont d'abord de Laval avant d'être de Bretagne.  
Il est précisé que ladicte Anne emploie ce que dit la dicte dame Jehanne. Anne confirme les dires de sa mère, et rajoute que la dicte requeste ne se doit point adrecier contre elle […] n'a mie la puissance ne la garde de ses dits enfans, mais est enfermée par le fait de la dite dame Jehanne, sa mère.
L'affaire est conclue en faveur d'Anne, car la garde fut adjugée à celle-ci (Anne) par sentence de la justice du Mans, dont il y eut appel au Parlement, qui confirma ce jugement par un arrêt de l'an 1417.

## Source
- Amédée Guillotin de Corson Les grandes seigneuries de Haute-Bretagne II, 2 volumes 1897-1899 réédition Le Livre d'Histoire,  Paris (1999)  (ISBN 2844350305)
- Revue de Bretagne et de Vendée, Marzeau, 1863, p. 420.